# Министерство нефти и газа Туркменистана
Министерство нефти и газа Туркменистана (туркм. Nebit we Gaz ministrligi) — центральный исполнительный орган Туркменистана, осуществлявший формирование государственной политики, координацию процесса управления в сферах нефтегазовой, нефтехимической промышленности, транспортировки углеводородного сырья с 1991 по 2016 год. В состав данного министерства входило Государственное агентство по управлению и использованию углеводородных ресурсов при Президенте Туркменистана.

## История
Учреждено 23 апреля 1993 года под названием Министерство нефти и газа Туркменистана.
В 1996 году преобразовано в Министерство нефтегазовой промышленности и минеральных ресурсов Туркменистана.
С 8 января 2016 года переименовано в Министерство нефти и газа Туркменистана. Главой нового министерства назначен Мередов Мыратгелди Ресулович.
15 июля 2016 года упразднено с распределением функций между отделом Кабинета Министров, курирующего нефтегазовый комплекс, государственными концернами «Туркменгаз» и «Туркменнефть».

## Функции
Министерство выступало органом государственного управления, обеспечивающим единую политику в области поиска, разведки, обустройства месторождений, добычи газа, нефти и минеральных ресурсов, переработки, транспортировки углеводородов, их рационального и эффективного использования. Разрабатывало многовариантные системы транспортировки газа для вывода туркменских энергоносителей на мировые рынки, а также обеспечивало нефтепродуктами и товарными маслами внутренний рынок страны.
Министерство координировало деятельность и определяло стратегию развития всего нефтегазового комплекса Туркменистана. Осуществляло аналитическую работу, проводило экспертную оценку проектов. Разрабатывало перспективные планы и программы развития нефтегазовой промышленности, в том числе газо- и нефтехимии. Министерство участвовало в работе по привлечению иностранных инвестиций в нефтегазовую отрасль Туркменистана. Определяло потребность нефтегазового сектора в высококвалифицированных специалистах и принимало участие в процессе их подготовки.
Министерство организовывало и проводило международные научные конференции в нефтегазовой сфере в Туркменистане и за рубежом.

## Прежние названия
Учреждено 23 апреля 1993 года под названием Министерство нефти и газа Туркменистана.
| Начало периода | Конец периода | Название                                |
| 23.04.1993     | 1996          | Министерство нефти и газа Туркменистана |

В 1996 году преобразовано в Министерство нефтегазовой промышленности и минеральных ресурсов Туркменистана.
| Начало периода | Конец периода | Название                                                                      |
| 1996           | 08.01.2016    | Министерство нефтегазовой промышленности и минеральных ресурсов Туркменистана |

8 января 2016 года переименовано в Министерство нефти и газа Туркменистана.

## Министры
| №  | Министр                                   |            | Срок       | Срок |
| -- | ----------------------------------------- | ---------- | ---------- | ---- |
| 1  | Суюнов, Назар Тойлиевич                   | 23.04.1993 | 29.07.1994 |      |
| 2  | Ишанов, Хеким Оразович                    | 29.07.1994 | 13.02.1995 |      |
| 3  | Эсенов, Амангельды                        | 13.02.1995 | 01.07.1996 |      |
| 4  | Назджанов, Гочмурад                       | 01.07.1996 | 07.04.1997 |      |
| 5  | Сарджаев, Батыр Курбанович                | 07.04.1997 | 20.05.1998 |      |
| 6  | Аразов, Реджепбай Аразович                | 20.05.1998 | 14.09.2000 |      |
| 7  | Назаров, Курбанназар Нурназарович         | 16.01.2001 | 15.11.2002 |      |
| 8  | Тагиев, Тачберды                          | 15.11.2002 | 14.10.2003 |      |
| 9  | Пудаков, Амангельды Курбанменглиевич      | 23.01.2002 | 13.09.2005 |      |
| 10 | Тачназаров, Гуйчназар                     | 13.09.2005 | 31.10.2005 |      |
| 11 | Бердыев, Атамурад Курбанович              | 31.10.2005 | 15.12.2005 |      |
| 12 | Атаев, Курбанмурад Амандурдыевич          | 15.12.2005 | 13.07.2007 |      |
| 13 | Ходжамухаммедов, Баймурад Гельдымурадович | 13.07.2007 | 27.08.2008 |      |
| -  | Недиров, Байрамгелди Реджепович           | 27.08.2008 | 13.10.2008 |      |
| 14 | Деряев, Аннагулы Реджебович               | 13.10.2008 | 12.10.2009 |      |
| 15 | Нурмурадов, Оразнур                       | 12.10.2009 | 16.01.2010 |      |
| 16 | Недиров, Байрамгелди Реджепович           | 16.01.2010 | 26.05.2012 |      |
| 17 | Абдыллаев, Какагелди Бяшимович            | 26.05.2012 | 11.01.2013 |      |
| 18 | Халилов, Мухаммеднур                      | 11.01.2013 | 08.01.2016 |      |
| 19 | Мередов, Мурадгельды Ресулович            | 08.01.2016 | 15.07.2016 |      |

## Подведомственные организации
- Государственный концерн «Туркменгаз»
- Государственный концерн «Туркменнефть»
- Государственная корпорация «Туркменгеология»[6]
- Государственный концерн «Туркменнефтегазстрой»[7]
- Туркменбашинский комплекс нефтеперерабатывающий завод
- АОЗТ «Небитгазхызмат»[8]

## Официальные издания
- «Нефть, газ и минеральные ресурсы Туркменистана»[9]
- Еженедельная газета «Nebit-gaz»[9]